# Concelho do Tarrafal
Concelho do Tarrafal (portugisiska: Tarrafal) är en kommun i Kap Verde. Den ligger i den södra delen av landet, 40 km nordväst om huvudstaden Praia. Antalet invånare är 18 561. Arean är 121 kvadratkilometer. Concelho do Tarrafal ligger på ön Santiago. Concelho do Tarrafal gränsar till São Miguel och Concelho de Santa Catarina. 
Terrängen i Concelho do Tarrafal är varierad.
Följande samhällen finns i Concelho do Tarrafal:
- Tarrafal

Runt Concelho do Tarrafal är det tätbefolkat, med 266 invånare per kvadratkilometer.